# Moon Crash
Moon Crash (deutscher Verweistitel: Moon Crash – Es bleiben nur 12 Stunden!) ist ein US-amerikanischer Science-Fiction-Film aus dem Jahr 2022 von Noah Luke, der auch für die Kamera verantwortlich war. Als Hauptdarsteller wird Jeremy London geführt.

## Handlung
Aufgrund der Ressourcenknappheit auf der Erde wird durch Kooperationen mit Luftfahrt- und Industrieunternehmen auf dem Mond Bergbau betrieben und so für die Menschheit wichtige Rohstoffe abgebaut. Um für ihre Bemühungen mit großen Prämien belohnt zu werden, intensiviert die Taurus Mining Corporation die Laserbohrungen, wodurch der Mond in zwei Teile bricht. Einer dieser Teile droht in weniger als 12 Stunden mit der Erde zu kollidieren. Der Luftfahrtunternehmer Steve Sawyer, Geschäftsführer von Sawyer Aerospace, begegnet in der Mojave-Wüste seiner Ex-Frau Amanda Sawyer. Da er in seinem Raumschiff die Minenarbeiter auf den Mond brachte, fühlt er sich für deren Schicksal verantwortlich.
Gemeinsam mit seiner Ex-Frau und seinem Bruder Logan Sawyer, Kapitän des genannten Raumschiffs Luna 5, versucht er, Überlebende auf dem Mond zu bergen und die Katastrophe zu verhindern. General Madden verfolgt derweil den Plan, die Mondhälfte mittels Kernwaffen zu vernichten, ohne die Folgeschäden zu berücksichtigen.

## Hintergrund

### Produktion
Es handelt sich um einen Mockbuster zur Roland-Emmerich-Filmproduktion Moonfall aus demselben Jahr. Regie führte Noah Luke, die Drehbücher schrieben Lauren Pritchard und Joe Roche, die mit Planet Dune und Robot Apocalypse bereits Erfahrungen mit Mockbustern sammeln konnten. Bis auf die Gefahr für die Erde wegen des Mondes und einen ähnlichen Titel hat Moon Crash allerdings keine weiteren Gemeinsamkeiten mit seinem Vorbild aus Hollywood.

### Veröffentlichung
Moon Crash erschien am 1. Februar 2022, drei Tage vor dem Emmerich-Film, in den USA als Video-on-Demand-Veröffentlichung. In Deutschland startete der Film am 24. Juni 2022 unter dem Langtitel Moon Crash – Es bleiben nur 12 Stunden! in den Videoverleih. Seine Free-TV-Premiere feierte der Film am 30. August 2022 auf dem Sender Tele 5.

## Rezeption
„Öder Science-Fiction-Trashfilm, mit dem sich das Asylum-Studio weniger an Hollywood-Vorbildern vergreift, als eigene, ähnlich anspruchsarme Vorgängerfilme zu kopieren. Wenige annehmbare Effekte stehen neben viel Leerlauf mit trivialen Dialogen, schlechtem Schauspiel und einer Handlung voller logischer Anschlussfehler.“

„Für einen Billigheimer sind die Effekte okay .“

Cinema schreibt außerdem, dass es sich um eine „preiswerte, aber passable Trickserei aus dem Hause Asylum“ handelt.
Die Nacht der lebenden Texte befindet, dass die Handlung den The-Asylum-Produktionen Meteor Moon und Collision Earth – Game Over, beide aus dem Jahr 2020, ähnelt. Das wird darauf zurückgeführt, dass auch dort Joe Roche als Drehbuchautor fungierte. Wissenschaftliche Plausibilität bezüglich der Bedrohungs- als auch der Lösungsszenarien werden wenig Bedeutung bemessen. Zur CGI wird geschrieben, dass diese „gar nicht so trashig“ aussehen. Kritisiert werden die Dialoge und die schauspielerischen Darbietungen.
Im Audience Score, der Zuschauerwertung auf Rotten Tomatoes, erhielt der Film mangels Abstimmungen keine Bewertung. In der Internet Movie Database hat der Film bei über 300 Stimmabgaben eine Wertung von 2,4 von 10,0 möglichen Sternen (Stand: 21. August 2022).